# Иволгин, Иван Леонтьевич
Иван Леонтьевич Иволгин (1901—?) — советский хозяйственный, государственный и политический деятель.

## Биография
Родился в августе 1901 года в селе Григорьевка. 
Член ВКП(б) с 1926 года.
С 1929 года на хозяйственной, общественной и политической работе. В 1929—1954 годах заведующий Планово-экономическим отделом Исполнительного комитета Карагандинского областного Совета, инструктор, заведующий Северо-Казахстанским областным сельскохозяйственным отделом, 3-й секретарь Кировского областного комитета ВКП(б) (с 21 июня 1938 года), председатель Исполнительного комитета Кировского областного Совета, заместитель народного комиссара торговли РСФСР, начальник Главного управления рабочего снабжения Министерства высшего образования СССР, заместитель председателя Исполнительного комитета Калининградского областного Совета, председатель Калининградского облпотребсоюза.
Избирался депутатом Верховного Совета РСФСР 1-го созыва.